# Sumbang (Sumbang)
Sumbang is een bestuurslaag in het regentschap Banyumas van de provincie Midden-Java, Indonesië. Sumbang telt 4952 inwoners (volkstelling 2010).